# 沙尔努瓦
沙尔努瓦（法語：Charnois，法語發音：[ʃaʁnwa]）是法国大東部大區阿登省的一个市镇，属于沙勒维尔-梅济耶尔区。

## 地理
沙尔努瓦（50°6'26"N, 4°49'45"E）面积5.61 平方千米，位于法国大東部大區阿登省，该省份为法国北部内陆省份，西接埃纳省，南至马恩省，东临默兹省，北与比利时接壤。
与沙尔努瓦接壤的市镇（或旧市镇、城区）包括：绍斯、弗罗姆莱讷、朗德里尚、朗塞讷。

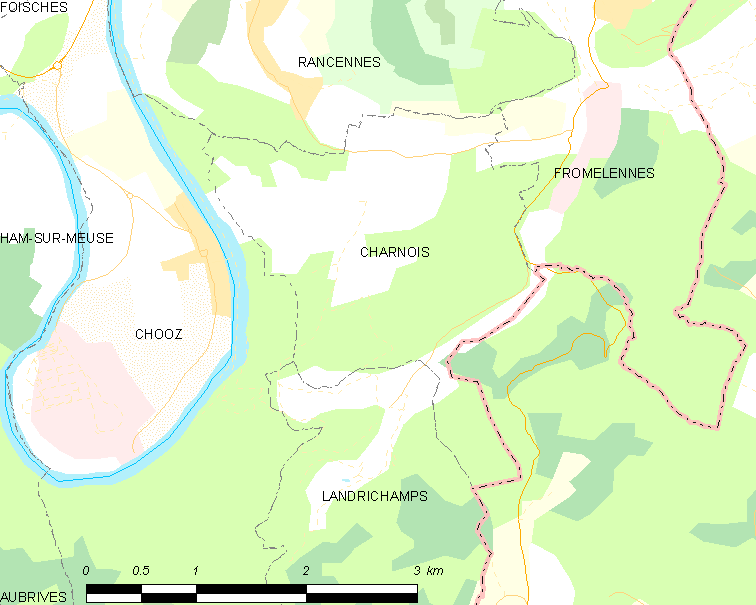
沙尔努瓦的OSM定位图

沙尔努瓦的时区为UTC+01:00、UTC+02:00（夏令时）。

## 行政
沙尔努瓦的邮政编码为08600，INSEE市镇编码为08106。

## 政治
沙尔努瓦所属的省级选区为日韦县。

## 人口

1962-2008年间沙尔努瓦人口变化图示

沙尔努瓦于2022年1月1日时的人口数量为72人。